# Midnight in Moscow
Midnight in Moscow è un album discografico a nome di Al Caiola and His Magnificent Seven, pubblicato dalla casa discografica United Artists Records nel marzo del 1962.

## Tracce
Lato A
1. Midnight in Moscow – 2:44 (Vasilij Solov'ëv-Sedoj, Michail Matusovskij, adattamento di Kenny Ball)
2. Hindustan – 2:20 (Harold Weeks, Oliver Wallace)
3. Song of India – 2:29 (Nikolai Rimsky-Korsakov, adattamento di Al Caiola)
4. Istanbul – 2:07 (Jimmy Kennedy, Nat Simon)
5. Japanese Sandman – 2:25 (Raymond B. Egan, Richard A. Whiting)
6. Under Paris Skies – 2:31 (Jean Dréjac, Kim Gannon, Hubert Giraud)
7. Sheik of Araby – 2:28 (Harry B. Smith, Francis Wheeler, Ted Snyder)

Lato B
1. Brazil – 2:52 (Ary Barrosc)
2. Idaho – 1:52 (Jesse Stone)
3. Around the World in 80 Days – 2:02 (Harold Adamson, Victor Young)
4. Mexican Hat Dance – 2:10 (Tradizionale, arrangiamento di Al Caiola)
5. Lady of Spain – 1:55 (Erell Reaves, Tolchard Evans)
6. Arrivederci Roma – 2:01 (Carl Sigman, Renato Rascel)

- Il brano Brazil è accreditato come Ary Barrosc in realtà è opera di Ary Barroso
- Il brano Arrivederci Roma che nell'album viene assegnato a Carl Sigman e Renato Rascel è generalmente accreditato a Renato Rascel, Pietro Garinei e Sandro Giovannini

## Musicisti
- Al Caiola - chitarra, arrangiamenti
- Altri musicisti non accreditati

Note aggiuntive
- Nick Perito - produttore[2]